# Historia del cerco de Lisboa
Historia del cerco de Lisboa es una novela escrita por el autor portugués José Saramago, ganador del Premio Nobel de Literatura en 1998. La novela fue publicada en 1989.

## Resumen del argumento
La novela cuenta la historia de Raimundo Silva, un revisor de pruebas encargado de corregir un libro titulado Historia del cerco de Lisboa, quien decide insertar un "no" en el texto de manera que afirma que los Cruzados no ayudaron al rey portugués en la Toma de Lisboa. Aunque inicialmente los directores de la casa editorial lo regañan por su "error", una de sus jefes, con quien inicia un amorío, lo incita a escribir una versión alterna de la historia del sitio de Lisboa.
De forma paralela, la novela también narra la historia alterna de la Toma de Lisboa, escrita por Raimundo, en un estilo similar a un romance histórico.